# Dietrich Georg von Kieser
Dietrich Georg von Kieser, född 24 augusti 1779 i Harburg, död 11 oktober 1862 i Jena, var en tysk läkare.
Kieser blev 1812 medicine professor i Jena samt deltog såsom fältläkare i de allierades krig mot Frankrike. Åren 1831-48 var han universitetets representant vid weimarska lantdagen och 1848 medlem av Vorparlamentet i Frankfurt am Main. Efter att 1831-47 ha lett en medicinsk-kirurgisk och oftalmologisk privatklinik grundlade han 1847 en psykiatrisk klinik och ägnade sig från denna tid företrädesvis åt sinnessjukdomarnas patologi, inom vilket område han inlade stora förtjänster, oaktat hans naturfilosofiska riktning förledde honom till åtskilliga missgrepp.